# La Boissière, Eure
La Boissière är en kommun i departementet Eure i regionen Normandie i norra Frankrike. Kommunen ligger i kantonen Saint-André-de-l'Eure som tillhör arrondissementet Évreux. År 2022 hade La Boissière 261 invånare.

## Befolkningsutveckling
Antalet invånare i kommunen La Boissière
Referens:INSEE